# Le Père (Strindberg)
Pour les articles homonymes, voir Le Père.
Le Père également intitulée Père (titre original en suédois : Fadren) est une pièce de théâtre d'August Strindberg écrite en Suède en 1887 et créée en 1890 dans le cadre du Freie Bühne (de) (« scène libre ») au Residenz Theater, fondé à Berlin en 1889 sur le modèle du Théâtre-Libre d'André Antoine.

## Résumé
Le Père est le récit d’une lutte entre homme et femme, époux et épouse, père et mère. L’affrontement entre le Capitaine et sa femme Laura se cristallise sur l’éducation de leur unique fille Bertha. Ce désaccord profond les entraîne dans une lutte sans merci, véritable guerre conjugale qui conduira le père à la folie et à sa perte.

## Personnages
- Le Capitaine
- Laura
- Le Docteur Östermark
- Le Pasteur
- Bertha
- La nourrice
- Nöjd
- l’ordonnance

## Historique et représentations notables
Dans une lettre à Strindberg, Nietzsche écrivit à propos de Le Père : « Cela m’a beaucoup surpris d’avoir fait la connaissance d’une œuvre où ma propre conception de l’amour - en tant qu’arme de guerre dont l’origine est la haine mortelle qui oppose les sexes - est exprimée d’une façon grandiose ».
La pièce est entrée au répertoire de la Comédie-Française en 1991 dans la traduction de Terje Sinding et Raymond Lepoutre, et une mise en scène de Patrice Kerbrat avec Jean-Luc Boutté ou Simon Eine (le Capitaine), Marcel Bozonnet (le Pasteur), Sophie Caffarel (Bertha), Catherine Hiegel (Laura), Christophe Kourotchkine (l'ordonnance), Jean-Pierre Michaël (Nöjd), Catherine Samie (la nourrice), Philippe Torreton (le Docteur Östermark).
Elle a été mise en scène en 2005 par Christian Schiaretti au Théâtre national populaire de Villeurbanne avec Olivier Borle (le Docteur), Gilles Fisseau (le Pasteur), Johan Leysen (le Capitaine), David Mambouch (Nöjd), Jérôme Quintard (l’ordonnance), Isabelle Sadoyan (la nourrice), Nada Strancar (Laura), Ruth Vega Fernandez (Bertha).
Elle a été mise en scène en 2009 par Jean-Luc Jeener au Théâtre du Nord-Ouest avec Frédéric Almaviva (le Docteur), Guy Bourgeois (Nöjd), Cécile Descamps (Margret), Enrique Fiestas (le Pasteur), Alice Froidevaux (Bertha), Analia Perego (Laura), Pierre Sourdive (le Capitaine).
La pièce est mise en scène en 2015 par Arnaud Desplechin à la Comédie-Française avec : Martine Chevallier (Margret), Thierry Hancisse (Le pasteur), Anne Kessler (Laura), Alexandre Pavloff (Le docteur Oestermark) Michel Vuillermoz (Le capitaine), Pierre Louis-Calixte (Nöjd), Claire de La Rüe du Can (Bertha).